# باشگاه فوتبال منچستر یونایتد در فصل ۱۸–۲۰۱۷
فصل ۱۸–۲۰۱۷ بیست و ششمین فصل حضور منچستر یونایتد در لیگ برتر انگلستان و ۴۳مین سال متوالی حضور منچستر یونایتد در سطح اول فوتبال انگلستان می‌باشد.

## بررسی مسابقات
| رقابت              | اولین بازی      | آخرین بازی     | شروع دور    | جایگاه نهایی | آمار | آمار | آمار | آمار | آمار | آمار | آمار | آمار   |
| رقابت              | اولین بازی      | آخرین بازی     | شروع دور    | جایگاه نهایی | بازی | ب    | ت    | ش    | گ‌ز   | گ‌خ   | ت‌گ   | % برد  |
| ------------------ | --------------- | -------------- | ----------- | ------------ | ---- | ---- | ---- | ---- | ---- | ---- | ---- | ------ |
| لیگ برتر           | ۱۳ اوت ۲۰۱۷     | ۱۳ مه ۲۰۱۸     | هفته اول    |              | ۲۶   | ۱۷   | ۵    | ۴    | ۵۱   | ۱۸   | ۳۳+  | ۰۶۵    |
| جام حذفی           | ۵ ژانویه ۲۰۱۸   |                | دور سوم     |              | ۲    | ۲    | ۰    | ۰    | ۶    | ۰    | ۶+   | ۱۰۰    |
| جام اتحادیه        | ۲۰ سپتامبر ۲۰۱۷ | ۲۰ دسامبر ۲۰۱۷ | ۱/۱۶ نهایی  | ۱/۴ نهایی    | ۳    | ۲    | ۰    | ۱    | ۷    | ۳    | ۴+   | ۰۶۷    |
| لیگ قهرمانان اروپا | ۱۲ سپتامبر ۲۰۱۷ |                | مرحله گروهی |              | ۶    | ۵    | ۰    | ۱    | ۱۲   | ۳    | ۹+   | ۰۸۳    |
| سوپر جام اروپا     | ۸ اوت ۲۰۱۷      | ۸ اوت ۲۰۱۷     | فینال       | نایب قهرمان  | ۱    | ۰    | ۰    | ۱    | ۱    | ۲    | ۱−   | ۰۰۰٫۰۰ |
| مجموع              | مجموع           | مجموع          | مجموع       | مجموع        | ۳۸   | ۲۶   | ۵    | ۷    | ۷۷   | ۲۶   | ۵۱+  | ۰۶۸    |

آخرین به‌روزرسانی در: ۳ فوریه ۲۰۱۸.

منبع: رقابت‌ها

## گلزنان
| بازیکن             | لیگ برتر | جام حذفی | جام اتحادیه | لیگ قهرمانان اروپا | سوپر جام اروپا | مجموع |
| ------------------ | -------- | -------- | ----------- | ------------------ | -------------- | ----- |
| روملو لوکاکو       | ۱۲       | ۲        | ۰           | ۴                  | ۱              | ۱۹    |
| جسی لینگارد        | ۷        | ۲        | ۳           | ۰                  | ۰              | ۱۲    |
| آنتونی مارسیال     | ۹        | ۰        | ۱           | ۱                  | ۰              | ۱۱    |
| مارکوس راشفورد     | ۴        | ۱        | ۲           | ۳                  | ۰              | ۱۰    |
| مروان فلاینی       | ۳        | ۰        | ۰           | ۱                  | ۰              | ۴     |
| پل پوگبا           | ۳        | ۰        | ۰           | ۰                  | ۰              | ۳     |
| خوان ماتا          | ۳        | ۰        | ۰           | ۰                  | ۰              | ۳     |
| آنتونیو والنسیا    | ۳        | ۰        | ۰           | ۰                  | ۰              | ۳     |
| اشلی یانگ          | ۲        | ۰        | ۰           | ۰                  | ۰              | ۲     |
| الکسیس سانچز       | ۱        | ۰        | ۰           | ۰                  | ۰              | ۱     |
| اریک بایی          | ۱        | ۰        | ۰           | ۰                  | ۰              | ۱     |
| کریس اسمالینگ      | ۱        | ۰        | ۰           | ۰                  | ۰              | ۱     |
| آندر هررا          | ۰        | ۱        | ۰           | ۰                  | ۰              | ۱     |
| زلاتان ابراهیموویچ | ۰        | ۰        | ۱           | ۰                  | ۰              | ۱     |
| دیلی بلیند         | ۰        | ۰        | ۰           | ۱                  | ۰              | ۱     |
| هنریخ مخیتاریان    | ۰        | ۰        | ۰           | ۱                  | ۰              | ۱     |